# 朝比奈ゆり
朝比奈 ゆり（あさひな ゆり、1998年 - ）は競技麻雀のプロ雀士。日本プロ麻雀連盟所属。

## 来歴
東京都江戸川区小岩出身。桜蔭中学校・高等学校を経て慶應義塾大学文学部哲学科を卒業後、サイバーエージェントに入社。サイバーエージェント入社後にABEMA編成部に配属となり、麻雀チャンネルの担当となって初めて麻雀に接する。サイバーエージェントの運営する雀荘「オクタゴン」やネット麻雀などで実戦経験を積み、日本プロ麻雀連盟の勉強会にも参加して藤島健二郎や滝沢和典らから麻雀を教わようになると、周囲の薦めもあって連盟のプロテストを受験。2023年に合格し、2024年にプロ雀士としてデビュー（第40期）。
リーグ戦・女流リーグ戦の傍らJPML WRCリーグにも参戦し、予選23位で本大会進出を決めるとそのまま勝ち進み、決勝では前年覇者の古橋崇志に実力者の藤本鉄也、早川林香を相手に4回戦でトップ2回を奪い、プロ1年目にしてタイトル獲得（WRCリーグ初の女流優勝）の快挙を成し遂げた。また、直後に行われた第9期桜蕾戦も制し、同年行われる第4回リーチ麻雀世界選手権（世界麻雀）に出場する「Under29代表チーム」に桑田憲汰（連盟）、阿久津翔太（連盟）、有賀利樹（最高位戦）と共に選ばれた。

## 挿話
- 就職先にサイバーエージェントを選んだのは、元々お笑いが好きで、ABEMAにお笑い系のチャンネルがあったことによるという。卒業論文のテーマはぺこぱなどを題材とした「人を傷つけないお笑いについて」[2]。
- プロ雀士となって以降もサイバーエージェントにはフルタイムで勤務しており（週に数回出勤し、他の日はリモートワーク）、平日対局がある時は有給休暇を使って活動している[2]。
- 世界麻雀の日本代表はサイバーエージェント代表の藤田晋が監督を務めるが、Under29代表に自社の社員である朝比奈を選んだことについて「僕とは全く関係ない所でプロになり、自力で活躍して、僅かプロ歴2年でタイトルを2つ獲得した」「ここ最近の活躍は目覚ましく、選ばざるを得ないなと決断した」と述べ、あくまでも麻雀の実力で選考したと述べている[6]。

### 注記
1. ↑  前身のチャンピオンズリーグ時代には女流プロの優勝歴あり（2007年前期・第12期の室伏理麻と、2011年後期・第21期の北野由美）。